# Бангу, Жилсон
Жилсон Бангу (фр. Jilson Bango; род. 6 января 1999) — ангольский профессиональный баскетболист, играющий на позиции центрового. Бронзовый призёр чемпионата Африки 2019 года.

## Карьера
В 2019 году Бангу начал выступать за ангольский клуб «Примейру де Агосто». Был признан лучшим игроком регулярного чемпионата Ангольской баскетбольной лиги два сезона подряд (2021 и 2022 годах). Также Жилсон возглавил список игроков ангольской лиги по количеству подборам в 2021 году.
9 сентября 2022 года Банго подписал трехлетний контракт с баскетбольным клубом «Левен Брауншвейг» из немецкой баскетбольной Бундеслиги. 3 октября в дебютном матче против «Вюрцбурга» он записал на свой счет 16 очков и 9 подборов.
25 мая 2024 года Банго подписал контракт с «Сарагосой», выступающей в испанской лиге ACB.

### Карьера в национальной сборной
На международном уровне Бангу представляет национальную сборную Анголы по баскетболу. Играл за сборную Анголы на чемпионатах Африки 2019 и 2021 годов, где в среднем набирал 9,6 очка и 9,6 подбора в качестве стартового центрового команды.